# Françoise de Staël
Ne doit pas être confondu avec Françoise de Stael (mannequin).
Françoise de Staël (née Françoise Chapouton le 8 mars 1925 à Saint-Jean-de-Maurienne et morte à Paris 14e le 29 mars 2012,,) est une éditrice française.
Elle est la seconde épouse du peintre Nicolas de Staël. 

## Biographie
Parente de la première compagne du peintre, Jeannine Guillou, Françoise Chapouton arrive à Paris en 1944 où elle est accueillie par une grande famille qui vit dans un immense appartement rue de Rennes. À ce moment-là, les Staël habitent au no 24 rue Nollet, un appartement vide et nu qui surprend Françoise Chapouton et sa parente qui l'avait entraînée là. Elle se destine aux études de droit. « Dans cette maison à la fois chaleureuse et dévastée » la jeune fille reviendra pour s'occuper des deux enfants, puis Nicolas de Staël fou de chagrin après la mort de sa première femme, Jeannine Guillou, croira retrouver un souffle de vie en l'épousant « dans les dernières semaines de l'hiver 1946 »,, qui elle, ne se fait aucune illusion sur l'état d'esprit du peintre. Nicolas de Staël restera à jamais inconsolable et inconsolé. Françoise de Staël, qui lui donnera trois enfants, sait très vite qu'elle ne compte pas beaucoup en regard de Jeannine Guillou disparue. 

## Œuvre
Après la mort du peintre, elle s'attachera à faire connaître son œuvre, travaillant avec la fille de Jeannine Guillou, Anne de Staël qui a rédigé un ouvrage sur la peinture de son père. Françoise a géré l'œuvre de son mari, qui s'était séparé d'elle bien avant sa mort, sans toutefois divorcer et avec l'aide notamment de Daniel Dobbels, elle a édité plusieurs catalogues raisonnés. Elle a été un personnage discret, retiré du monde et des mondanités. Avant de mourir, elle a eu le temps de compléter le catalogue raisonné de 1997, qui comprend 1100 huiles, en collaboration notamment avec la fille du peintre, Anne, André Chastel, Germain Viatte, avec un catalogue raisonné des œuvres sur papier. 

## Publications
- Françoise de Staël (éditeur), Nicolas de Staël : catalogue raisonné de l’œuvre peint, Paris, Ides et Calendes, 1997, 1267 p. (ISBN 978-2-8258-0054-6) réédition 2000
- Françoise de Staël (éditeur), Nicolas de Staël : catalogue raisonné des œuvres sur papier, Paris, Ides et Calendes, 2013, 597 p. (ISBN 978-2-8258-0248-9), p. 595 ce dernier catalogue complète le précédent